# 22777 Макалайлі
22777 Макалайлі (22777 McAliley) — астероїд головного поясу, відкритий 10 лютого 1999 року.
Тіссеранів параметр щодо Юпітера — 3,513.